# 鳥上村
鳥上村（とりかみむら）は、島根県仁多郡にあった村。現在の奥出雲町大呂、竹崎にあたる。

## 地理
- 河川：斐伊川[1]
- 山岳：船通山[2]

## 歴史
- 1889年（明治22年）4月1日、町村制の施行により、仁多郡大呂村、竹崎村が合併して村制施行し、鳥上村が発足[2][3]。
- 1893年（明治26年）鳥上村駐在所開設[1]。
- 1897年（明治30年）大字大呂から分村の要望が起こり、村会で決議されたが仁多郡役所は許可をしなかった[2]。
- 1914年（大正3年）鳥上信用組合設立[1]。
- 1941年（昭和16年）鳥上郵便局開設[1]。
- 1950年（昭和25年）村直営診療所開設[2]。
- 1954年（昭和29年）小水力発電所建設[2]。
- 1957年（昭和32年）9月20日、仁多郡横田町、八川村、馬木村と合併し斐上町を新設して廃止された[2][3]。

### 地名の由来
『出雲国風土記』に記載の鳥上山（船通山）にちなむ。

## 産業
- 農業[1][4]

## 教育
- 1947年（昭和22年）村立鳥上中学校開校[1]

## 名所・旧跡・観光地
- 竹崎のカツラ（天然記念物）[4]